# Abhisit Vejjajiva

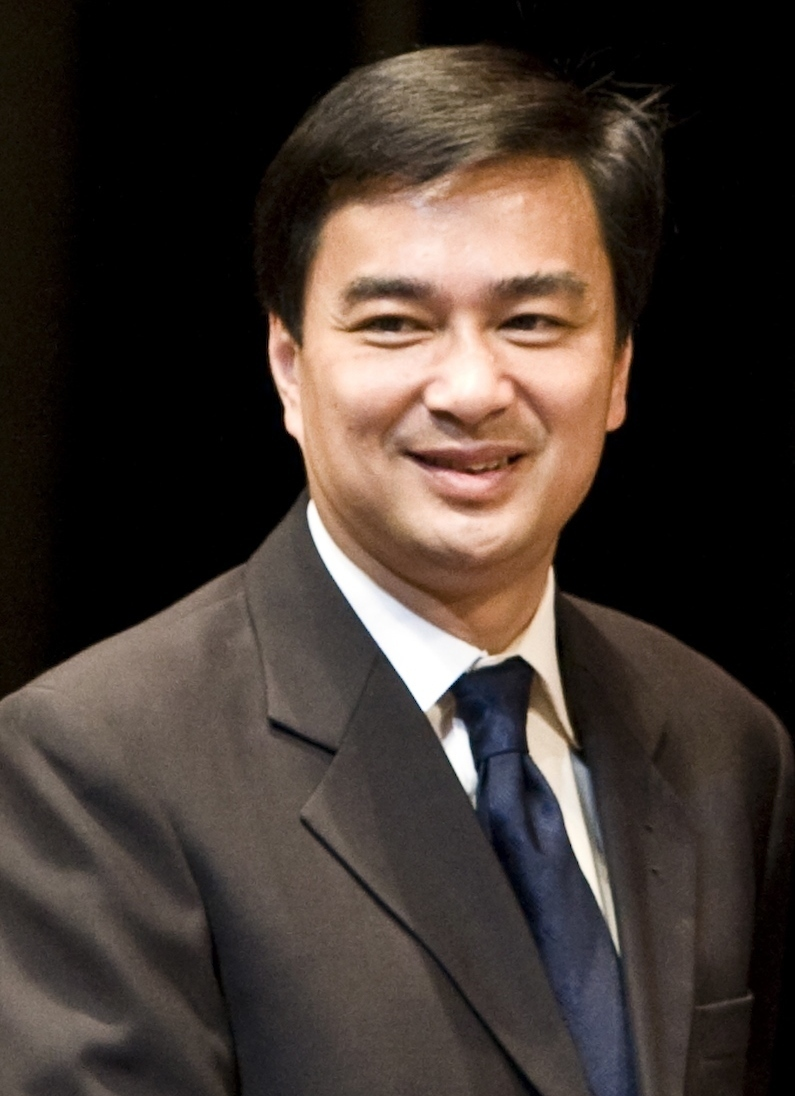
Abhisit Vejjajiva (2009)

Abhisit Vejjajiva (Thai: อภิสิทธิ์ เวชชาชีวะ, RTGS-Umschrift Aphisit Wetchachiwa; Ausspracheⓘ: [ʔàpʰísìt wêːtʨʰaːʨʰiːwáʔ]; * 3. August 1964 in Newcastle upon Tyne, Großbritannien) ist ein thailändischer Politiker. Er war von 2005 bis März 2019 Vorsitzender der Demokratischen Partei Thailands und von Dezember 2008 bis August 2011 thailändischer Premierminister. Zudem war er von 2005 bis 2008 und erneut von 2011 bis 2013 offizieller Oppositionsführer im thailändischen Parlament.

## Jugend und Ausbildung
Abhisit wurde als Mark A. Vejjajiva in Newcastle-upon-Tyne, Großbritannien, geboren. Beide Eltern sind Medizinprofessoren Hakka-chinesischer Herkunft. Sein Vater Athasit war Rektor der Mahidol-Universität, 1991 kurzzeitig stellvertretender Gesundheitsminister und später Mitglied des Board of Directors beim mächtigen Agrarkonzern Charoen Pokphand Foods. Abhisit hat zwei ältere Schwestern, eine der beiden ist die Romanautorin Jane Ngarmpun Vejjajiva. Sein Cousin Suranand Vejjajiva ist ebenfalls Politiker, allerdings bei der rivalisierenden Thai-Rak-Thai-Partei, beziehungsweise deren Nachfolgerin Pheu Thai. Er war Minister im Amt des Ministerpräsidenten unter Thaksin Shinawatra und Yingluck Shinawatra.
Abhisit besuchte das englische Eton College sowie das St John’s College der Oxford University und schloss sein Studium in Philosophie, Politik und Ökonomie mit einem Bachelor (first-class honours) ab. Er ist ein Studienfreund des ehemaligen Londoner Bürgermeisters und britischen Premierministers Boris Johnson. Nach dem Abschluss wurde er 1987 zum Dozenten an der Königlichen Chulachomklao-Militärakademie berufen und 1988 zum Leutnant des Heeres ernannt. Abhisit lehrte nur kurz an der Chulachomklao-Akademie und kehrte nach Oxford zurück, um seinen Mastertitel in Wirtschaftswissenschaften zu erwerben. Auch erhielt er von der Ramkhamhaeng-Universität im Jahre 1990 einen Bachelortitel in den Rechtswissenschaften. Nach seinen Abschlüssen lehrte Abhisit Ökonomie an der Thammasat-Universität.
Er ist mit der ehemaligen Zahnärztin sowie jetzigen Mathematikdozentin Pimpen Sakuntabhai (Chulalongkorn-Universität) verheiratet und hat mit ihr zwei Kinder.

## Weg in die Politik
Abhisit begann seine politische Karriere 1992 als Abgeordneter der Demokratischen Partei für einen Wahlkreis im Stadtgebiet Bangkok. Mit 27 Jahren war er eines der jüngsten thailändischen Parlamentsmitglieder aller Zeiten. 1995 und 1996 wurde er auf seinen Sitz wiedergewählt und zog in den Wahlen von 2001, 2005, 2007 und 2011 über einen Listenplatz ins Parlament ein (2011 als Nr. 1).
Während seiner politischen Tätigkeit fungierte Abhisit als Sprecher der Demokratischen Partei, als Regierungssprecher im ersten Kabinett Chuan Leekpais (1992–95), Staatssekretär des Premierministers für Politische Angelegenheiten, Vorsitzender des parlamentarischen Ausschusses für Bildungsfragen und als Staatsminister im Amt des Ministerpräsidenten in Chuans zweitem Kabinett (1997–2001).

## Vorsitzender der Demokratischen Partei

### Das Ringen um die Führungsposition
Nach dem Ausscheiden seines politischen Mentors Chuan Leekpai von der Parteispitze im Jahr 2003 bewarb sich Abhisit um den Vorsitz der Demokraten. Gegen ihn kandidierte der erfahrene Parteipolitiker und langjährige Wahlkreisabgeordnete für Surat Thani Banyat Bantadtan. Es kam zu einem regelrechten innerparteilichen Wahlkampf. Während Abhisit als Vertreter des an politischen Zielen orientierten, liberalen Flügels galt, stützte sich Banyat mit der Hilfe des Generalsekretärs Sanan Kachornprasart auf klientelistische Netzwerke. So gelang es letzterem, etwas mehr der lokalen Parteivertreter auf seine Seite zu ziehen und er gewann mit einem Prozentpunkt Vorsprung.
Nach der Wahl von 2005, in der die Demokraten erdrutschartige Verluste gegenüber Thaksins TRT-Partei hinnehmen mussten, trat Banyat von seinem Posten zurück, und Abhisit wurde ohne Gegenkandidaten zu seinem Nachfolger gewählt. Als Vorsitzender der größten Oppositionspartei wurde er zum offiziellen Führer der Opposition im Repräsentantenhaus ernannt.

### Anti-Thaksin-Krise
Als Thaksin am 25. Februar 2006 Neuwahlen ankündigte, gab Abhisit bekannt, er „sei bereit, ein Premierminister zu werden, der sich an die Prinzipien guter Regierungsarbeit und Ethik hält, nicht an jene des Autoritarismus“.
Am nächsten Tag allerdings ließ er verlautbaren, dass die Demokraten zusammen mit anderen Oppositionsparteien die Wahlen boykottieren würden. Bei einer Pressekonferenz schloss sich Abhisit mit Banharn Silpa-archa (Chart-Thai-Partei) sowie Sanan Kachornprasart (Mahachon-Partei) zusammen; die Wahlen seien unrechtmäßig und als Versuch Thaksins zu bezeichnen, die öffentliche Wahrnehmung von dem Skandal abzulenken, den der Verkauf von Thaksins Telekommunikationsunternehmen Shin Corporation an die singapurische Temasek Holdings verursacht hatte. Abhisit hielt es für wahrscheinlich, dass die Wahlen ohnehin das Ergebnis erbringen würden, das Thaksin erwarte, und bat König Bhumibol Adulyadej am 24. März 2006 formell darum, einseitig einen neuen Premierminister zu ernennen. Dieser lehnte die Bitte am 26. April 2006 jedoch mit Hinweis auf die fehlende Verfassungsmäßigkeit eines solchen Aktes ab.
Aufgrund des Boykottes trat die TRT-Partei am Wahltag fast ohne Gegenkandidaten an. Die Demokraten verklagten in der Folge die Wahlkommission und strengten eine Petition auf Nichtigkeit der Wahlen und Nachwahlen an. Das thailändische Verfassungsgericht annullierte die Wahlen aufgrund von Unregelmäßigkeiten und ordnete eine Wiederholung an. Die Demokratische Partei wiederum sah sich ihrerseits Beschuldigungen ausgesetzt, kleinere Oppositionsparteien durch Bestechungsgelder zum Wahlboykott beeinflusst zu haben. Abhisit suchte in der Folge das Gespräch mit Diplomaten aus zwanzig Staaten, um die Situation zu erklären. Die politische Krise führte letztlich zum Militärputsch am 19. September 2006 und zur Außerkraftsetzung der Verfassung. Abhisit erklärte, kurz bevor alle politischen Aktivitäten verboten wurden, seine Ablehnung des Umsturzes und forderte die Putschisten auf, spätestens nach sechs Monaten die Verantwortung wieder an eine gewählte Regierung zu übergeben.
Die Militärjunta setzte jedoch eine Übergangsregierung ein, die mehr als ein Jahr im Amt blieb, sowie ein „Verfassungstribunal“, das die TRT-Partei wegen Wahlrechtsverstößen auflöste, die Demokraten jedoch von den gegen sie vorgebrachten Anschuldigungen freisprach. Den unter Ägide der Militärs ausgearbeiteten und im August 2007 zum Referendum gestellten Entwurf für eine neue Verfassung begrüßten Abhisit und seine Demokraten. Er sprach von einer in Sachen öffentlicher Rechte und politischer Beteiligungsmöglichkeiten verbesserten Fassung der alten Verfassung von 1997. Bei der folgenden Parlamentswahl im Dezember 2007 wurden die Demokraten nur zweitstärkste Kraft hinter der neuen Partei der Volksmacht, zu der sich die Thaksin-Unterstützer zusammengefunden hatten und die somit die faktische Nachfolgerin der TRT war. Abhisit wurde erneut parlamentarischer Oppositionsführer.

### Politische Ziele
Abhisit trat gemäß seinem offiziellen Parteiprogramm für eine „Agenda für das Volk“ ein, mit Bildungsanstrengungen im Mittelpunkt. Er sprach sich auch gegen die Privatisierung zentraler staatlicher Funktionsbereiche wie der Energie- und Wasserversorgung aus; bereits privatisierte Betriebe sollten rückverstaatlicht werden.
Populistische Akte der Thaksin-Regierung, wie die 30-Baht-Krankenversicherung, versprach Abhisit nicht zurückzunehmen, sondern zu verbessern – er wollte die Gesundheitsversorgung sogar gänzlich kostenfrei zur Verfügung stellen, ebenso wie die Schulbildung, Lehrmittel sowie die Schulspeisungen. Er trat für eine Anhebung des gesetzlichen Mindestlohnes ein. Nach Abhisits Vorstellungen sollten demokratische Parlamentarier auch verpflichtet werden, ihre Besitzverhältnisse und Nebeneinkünfte offenzulegen (nach der bis zum Militärputsch gültigen Rechtslage mussten dies nur Personen in Regierungspositionen).
Weiter strebte Abhisit die Senkung der Benzinpreise an, indem er die geltende Steuer von 2,50 Baht (umgerechnet etwa 0,06 Euro) pro Liter, die dem staatlichen Ölfonds zugutekommt, abschaffen wollte. Dieser Plan ist unter Hinweis auf die resultierende Marktverzerrung und auf Umweltbedenken stark kritisiert worden.
In Anbetracht der eskalierenden Gewalt im Süden Thailands versprach Abhisit am 13. Juli 2006, die dortigen Aufstände muslimischer Separatisten dadurch anzugehen, das Thema in der politischen Tagesordnung ganz nach oben zu setzen, was bis heute jedoch nicht von Erfolg gekrönt werden konnte.

### Politische Krise 2008
Abhisit unterstützte die Proteste der Volksallianz für Demokratie (PAD, „Gelbhemden“), die den Rücktritt des neuen Ministerpräsidenten Samak Sundaravej verlangten, den sie für einen Strohmann Thaksins hielten. Auch nachdem diese im August 2008 das Regierungsgebäude belagert hatten und es zu blutigen Zusammenstößen mit Sicherheitskräften gekommen war, zeigte er seine Sympathie und besuchte die Trauerfeier für einen getöteten PAD-Aktivisten. Abhisit erklärte zwar sein Missfallen über die Besetzung der Bangkoker Flughäfen Ende November 2008, hielt aber seine Parteikollegen auch nicht davon ab, sich daran zu beteiligen. Am 2. Dezember 2008 löste das Verfassungsgericht die regierende Partei der Volksmacht und zwei ihrer Koalitionspartner auf und schloss den inzwischen an die Stelle Samaks getretenen Ministerpräsidenten Somchai Wongsawat und weitere wichtige Politiker des Regierungslagers von der politischen Betätigung aus.

## Premierminister

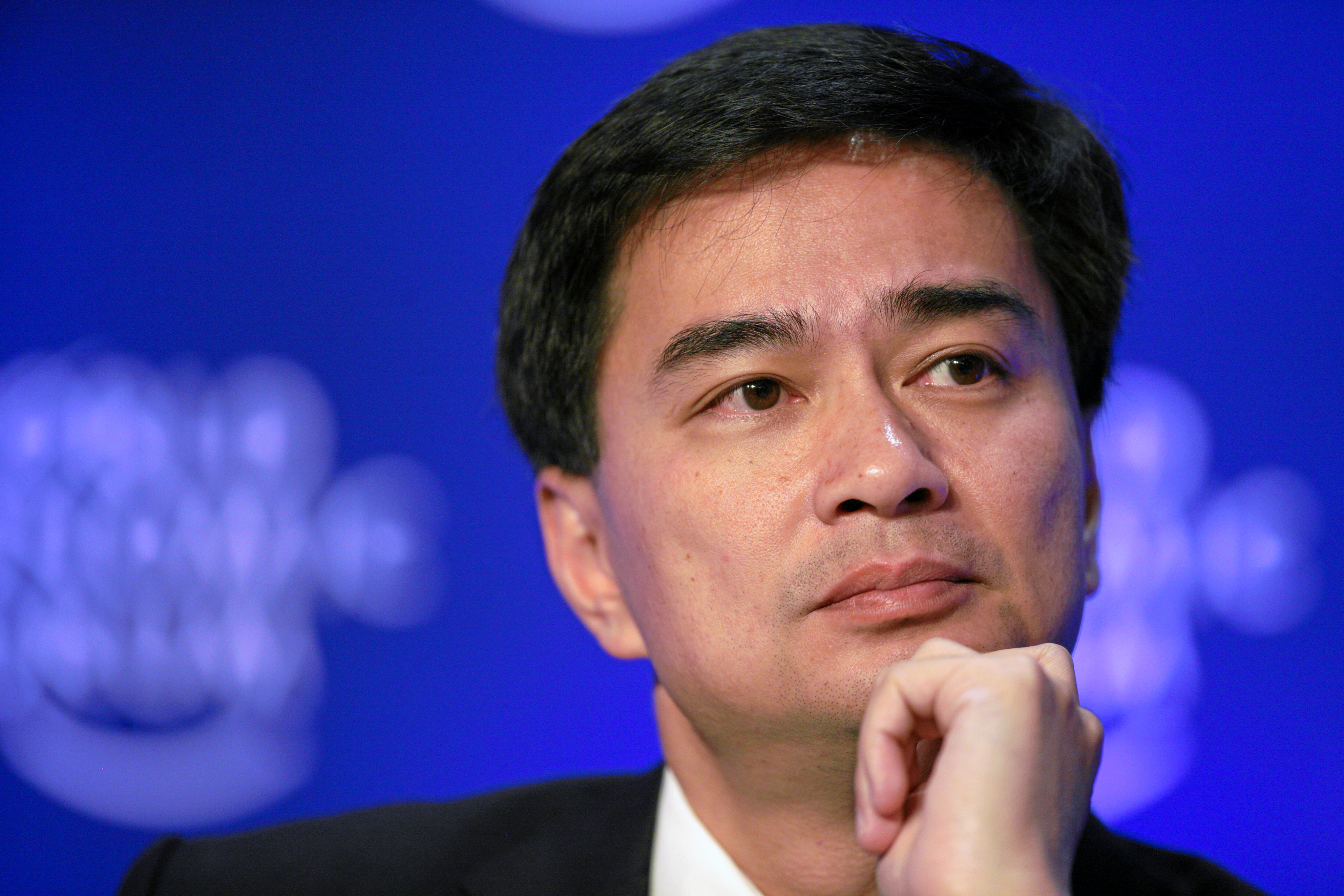
Abhisit auf dem Weltwirtschaftsforum (2009)

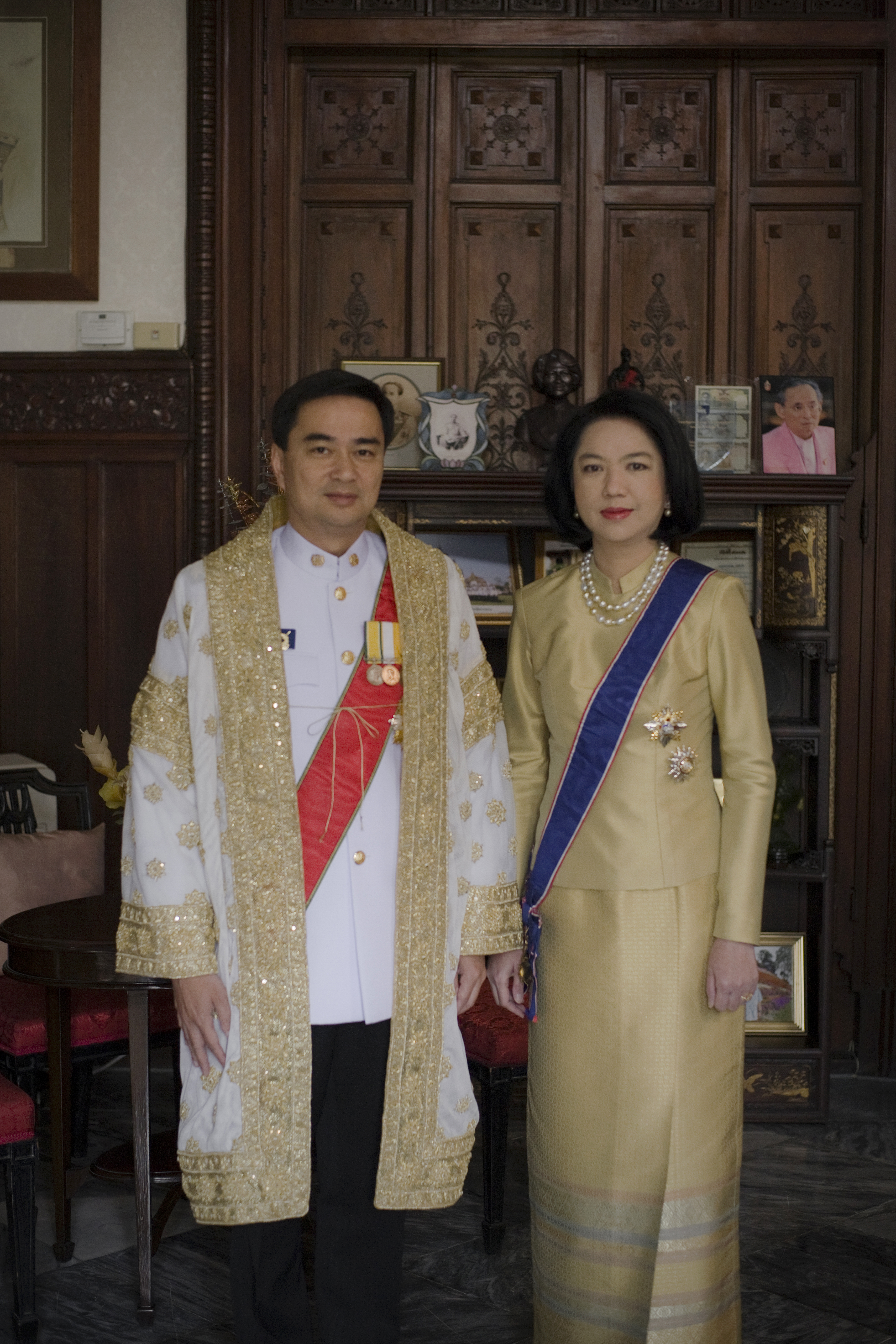
Abhisit im vollen Amtsornat als Premierminister mit seiner Frau Pimpen (2010)

Am 15. Dezember 2008 wurde Abhisit vom Parlament zum 27. Premierminister Thailands gewählt. Zuvor war eine Gruppe von Abgeordneten der aufgelösten Partei der Volksmacht und kleinere Parteien, die zuvor mit dieser in Koalition standen, zum Lager der Demokraten übergelaufen. Als Gründe hierfür wurden Geldzahlungen und Druck durch die Militärspitze, namentlich durch General Anupong Paochinda, vermutet. Abhisit nahm diese Überläufer in seine Regierungskoalition auf, der somit neben seinen Demokraten die kleineren Parteien Bhumjaithai, Chartthaipattana, Ruam Jai Thai Chart Pattana, Puea Pandin, Matubhum und Soziale Aktion angehörten. Als die zwei Hauptthemen seines Regierungsprogramms benannte er die Wiederbelebung der Wirtschaft und die Verteidigung der Institution Monarchie. Mit 44 Jahren war Abhisit der jüngste thailändische Regierungschef in über 60 Jahren.
Abhisits Regierung wurde erbittert von der Thaksin nahestehenden Bewegung der „Rothemden“ (United Front for Democracy Against Dictatorship, UDD) bekämpft. Sie prangerten die Art und Weise seiner Regierungsübernahme als undemokratisch an und warfen ihm vor, eine Marionette der Militärführung zu sein. Sie hielten im April 2009 Massenproteste ab und forderten Abhisits Rücktritt. Sie besetzten unter anderem den Tagungsort des geplanten vierten East Asia Summit in Pattaya, dessen Gastgeber Abhisit sein sollte, und der daraufhin um ein halbes Jahr vertagt werden musste. Der Premier erklärte den Notstand. Die Proteste wurden vom Militär niedergeschlagen, wobei über 120 Menschen verletzt und, nach Angaben der UDD, auch mehrere getötet wurden.
Im März bis Mai 2010 versuchten die „Rothemden“ durch eine wochenlange Blockade des Bangkoker Geschäftsviertels erneut, seine Regierung zum Rücktritt zu bewegen. Nach dem Scheitern von Verhandlungen zwischen Regierung und Protestbewegung Ende März und einem Sturm von „Rothemden“ auf das Parlamentsgebäude, erklärte Abhisit am 8. April den Ausnahmezustand. Nach einer weiteren Eskalation der Gewalt zwischen militanten Regierungsgegnern und Sicherheitskräften, bot Abhisit einen Fünf-Punkte-Plan an, der vorgezogene Neuwahlen binnen eines halben Jahres beinhaltete. Dieser wurde jedoch von der UDD zurückgewiesen.
Am 13. Mai ordnete das von Abhisit eingesetzte Centre for the Resolution of the Emergency Situation (CRES) die Verwendung von scharfer Munition gegen „Terroristen“ an und setzte Scharfschützen ein, die auf jeden schießen konnten, der sich in den No-go-Areas zwischen dem Militär und den Demonstranten aufhielt. Die Situation wurde bürgerkriegsartig. Am 19. Mai räumte das Militär das besetzte Gelände schließlich gewaltsam und die „Rothemden“ kapitulierten. Insgesamt starben bei den Zusammenstößen 91 Menschen, über 2100 wurden verletzt. Der Regierungschef hob den Ausnahmezustand über Bangkok erst Ende Dezember 2010 wieder auf.
Abhisit Vejjajiva trat als Spitzenkandidat der Demokratischen Partei bei der Parlamentswahl in Thailand 2011 am 3. Juli an. Infolge der Niederlage seiner Partei trat er vom Posten des Parteivorsitzenden zurück. Die Partei wählte ihn jedoch kurz darauf erneut zu ihrem Vorsitzenden.

## Oppositionsführer
Anfang August 2011 wurde er im Amt des Premierministers von Yingluck Shinawatra abgelöst, der Vorsitzenden der Pheu-Thai-Partei und Wahlsiegerin. Stattdessen wurde er erneut als Oppositionsführer vereidigt. Diese Position hatte er bis zur Auflösung des Parlaments während der politischen Krise im Dezember 2013 inne.
Im Dezember 2012 reichte das Department of Special Investigation (DSI) Anklage wegen Mordes gegen Abhisit Vejjajiva und seinen damaligen Stellvertreter Suthep Thaugsuban ein. Die Anklage beruhte laut der Behörde auf Zeugenaussagen und einem Urteil und betrifft den Fall eines während der Unruhen 2010 von Soldaten erschossenen Taxifahrers. Beide Angeklagte bekannten sich nicht schuldig und blieben gegen Kautionsleistung auf freiem Fuß. Am 12. Dezember 2013 wurde die Anklage des Generalstaatsanwalts von dem zuständigen Kriminalgericht zugelassen. Neben dem Mord an dem Taxifahrer lautete sie auch auf den an einem 14-jährigen Jungen sowie auf Körperverletzung eines Kleinbusfahrers. Abhisit stellte sich dem Verfahren und blieb gegen Kaution auf freiem Fuß. Im August 2014 sprach das Kriminalgericht in Bangkok Abhisit und Suthep frei.
Im Januar 2013 entließ der Verteidigungsminister Sukampol Suwannathat (Pheu-Thai-Partei) Abhisit rückwirkend aus der Armee und entzog ihm seinen Offiziersrang, weil er bei seiner Berufung falsche Dokumente vorgelegt haben soll, um der Wehrpflicht zu entgehen. Diese Entscheidung wurde jedoch später vom Obersten Gerichtshof rückgängig gemacht.
Abhisit erklärte einen Boykott der vorgezogenen Parlamentswahl im Februar 2014. Zunächst müssten „Reformen“ durchgeführt werden, da das Volk sonst kein Vertrauen in eine neue Regierung haben würde, egal wer die Wahl gewönne. Dies entsprach auch der Position des von Abhisits Parteikollegen Suthep Thaugsuban angeführten „Volksausschusses für den Wandel Thailands zu vollständiger Demokratie mit dem König als Staatsoberhaupt“ (PDRC), der „Reformen vor Wahlen“ forderte und im Januar und Februar 2014 die Hauptstadt Bangkok mit Protestaktionen „stilllegte“. Infolge des Militärputsches im Mai 2014 mussten alle politischen Parteien ihre Arbeit einstellen.
Die Demokratische Partei nahm ihre Tätigkeit 2018 wieder auf, um ihre Teilnahme an der von der Militärjunta angekündigten Parlamentswahl vorzubereiten. Abhisit wurde innerparteilich von Warong Dechgitvigrom und Alongkorn Pollabutr herausgefordert, die sich ebenfalls um den Parteivorsitz bewarben. Bei einer Vorwahl im November 2018, an der etwa 127.000 Parteimitglieder teilnahmen, setzte sich Abhisit jedoch mit 67.505 Stimmen durch. Bei der Parlamentswahl am 24. März 2019 kam die Demokratische Partei nur noch auf 11 % der Stimmen und 52 der 500 Sitze im Repräsentantenhaus. Noch am Wahlabend übernahm Abhisit die Verantwortung für diese schwere Niederlage und trat vom Parteivorsitz zurück.